# José José sinfónico (álbum de José José)
José José Sinfónico es un álbum homenaje de José José, dirigido y realizado por el productor Memo Gil bajo la colaboración de Mario Santos. Este álbum fue lanzado al mercado el 23 de febrero de 2018 por el sello discográfico Sony Music. Este álbum incluye dos CDs, cada uno de 13 temas un total de 26 temas con arreglos sinfónicos, grabadas originalmente en Ariola Records y RCA Records. Sony Music adquirió a Ariola Records y RCA Records, así que tiene la grabación multipista de cada tema del cantante, así que toman la voz o a cappella y le añaden un nuevo arreglo, esto por problemas de salud del cantante.

## Lista de temas[3]
- CD 1

|     | Título                | Autor(es)                                | Duración |
| --- | --------------------- | ---------------------------------------- | -------- |
| 1.  | Almohada              | Adán Torres                              | 3:31     |
| 2.  | Me Basta              | Rafael Pérez Botija                      | 4:00     |
| 3.  | Lo Que No Fue No Será | José María Napoleón                      | 3:45     |
| 4.  | No Me Platiques Más   | Vicente Garrido                          | 3:53     |
| 5.  | Lo Dudo               | Manuel Alejandro / Ana Magdalena         | 3:53     |
| 6.  | Lágrimas              | Manuel Alejandro / María Alejandra       | 4:41     |
| 7.  | Lo Pasado, Pasado     | Juan Gabriel                             | 4:14     |
| 8.  | ¿Y Quien Puede Ser?   | Paco Cepero / Francisco Martínez Moncada | 3:39     |
| 9.  | Volcán                | Rafael Pérez Botija                      | 4:26     |
| 10. | La Barca              | Roberto Cantoral                         | 3:46     |
| 11. | 40 y 20               | Roberto Livi                             | 3:53     |
| 12. | Un Minuto De Amor     | Álvaro Carrillo                          | 2:49     |
| 13. | ¿Y Qué?               | Rafael Pérez Botija                      | 3:15     |

- CD 2

|     | Título                                                                                    | Autor(es) | Duración |
| --- | ----------------------------------------------------------------------------------------- | --- | -------- |
| 1.  | La Nave Del Olvido                                                                        | Dino Ramos | 3:53     |
| 2.  | Contigo En La Distancia                                                                   | César Portillo de la Luz | 3:51     |
| 3.  | Desesperado                                                                               | Rafael Pérez Botija | 3:45     |
| 4.  | Sabor A Mí                                                                                | Álvaro Carrillo | 3:37     |
| 5.  | El Triste                                                                                 | Roberto Cantoral | 4:10     |
| 6.  | Una Mañana                                                                                | Clare Fischer / Joaquín Prieto | 2:56     |
| 7.  | Payaso                                                                                    | Rafael Pérez Botija | 2:57     |
| 8.  | No Me Digas Que Te Vas                                                                    | Alejandro Jaén | 4:02     |
| 9.  | El Amor Acaba                                                                             | Manuel Alejandro / Ángeles Álvarez Beigbeder Casas / Beatriz Álvarez Beigbeder Casas / Viviana Álvarez Beigbeder Casas / Alejandra Álvarez Beigbeder Casas | 4:14     |
| 10. | Preso                                                                                     | Rafael Pérez Botija | 3:35     |
| 11. | Voy A Llenarte Toda                                                                       | Manuel Alejandro / María Alejandra | 3:57     |
| 12. | Nuestro Amor Es El Más Bello Del Mundo (I Believe There's Nothing Stronger Than Our Love) | Paul Anka | 3:05     |
| 13. | Cruz De Olvido                                                                            | Juan Záizar | 3:13     |

## Colaboradores del álbum[4]
- Dirección y Realización: Memo Gil.
- Arreglos y Dirección Musical: Mario Santos.
- Ingenieros de Sonido: Pancho Ruiz, Memo Gil y Edson B. Heredia.
- Marketing: Guillermo Gutiérrez Leyva.
- Discográfica: Sony Music México.
- Manufacturado y Distribuido Por: Sony Music.